# Л
Л, л або Ʌ, ʌ («ел») — буква кирилиці.

## Звуки
- [l] (л) — ясенний боковий апроксимант

## Історія
У давньоруській та староукраїнській писемностях у зв'язку з наявністю різних писемних шкіл і типів письма (устав, півустав, скоропис) Л вживалося у кількох варіантах, що допомагає визначити час і місце написання пам'яток.
У 16 ст., крім рукописної, з'явилася друкована форма літери.
Являє собою дещо змінену букву старослов'янської кирилиці  («люди»), що походить від грецької літери лямбда. У глаголиці має накреслення . Числове значення у кириличній буквеній цифірі — «30», у глаголичній — «50».

## Використання
Л — 16 літера української абетки. В українській графічній системі, як і в інших графічних системах на кириличній основі, «л» використовується для позначення [ɭ].
В сучасній українській мові вживається для позначення сонорного щілинного плавного передньоязикового бокового приголосного звука, який може бути твердим і м'яким (лихо, віл, літо, сіль, лишиня).
«Л» буває велике й мале, має рукописну й друковану форми.
У старослов'янській кириличній писемності ця літера мала числове значення «тридцять».
Нині використовується також при класифікаційних позначеннях і означає «шістнадцятий». При цифровій нумерації вживається як додаткова диференційна ознака, коли ряд предметів має такий самий номер: шифр № 8-л і т. д.

## Таблиця кодів
| Кодування    | Регістр | Десятковий код | 16-ковий код | Вісімковий код | Двійковий код     |
| ------------ | ------- | -------------- | ------------ | -------------- | ----------------- |
| Юнікод       | Велика  | 1051           | 041B         | 002033         | 00000100 00011011 |
| Юнікод       | Мала    | 1083           | 043B         | 002073         | 00000100 00111011 |
| ISO 8859-5   | Велика  | 187            | BB           | 273            | 10111011          |
| ISO 8859-5   | Мала    | 219            | DB           | 333            | 11011011          |
| KOI 8        | Велика  | 236            | EC           | 354            | 11101100          |
| KOI 8        | Мала    | 204            | CC           | 314            | 11001100          |
| Windows 1251 | Велика  | 203            | CB           | 313            | 11001011          |
| Windows 1251 | Мала    | 235            | EB           | 353            | 11101011          |